# Roeselia decepta
Roeselia decepta är en fjärilsart som beskrevs av William Schaus 1911. Roeselia decepta ingår i släktet Roeselia och familjen trågspinnare. Inga underarter finns listade.